# José Turpín
José Turpín Molina (Murcia, 14 de marzo de 1948) es un antiguo diplomático español. Su último cargo relevante fue embajador de España en Irak.
Licenciado en Ciencias Económicas, ingresó en 1982 en la carrera diplomática. Estuvo destinado en las representaciones diplomáticas españolas en los Emiratos Árabes Unidos, Irán y Colombia. Posteriormente, desempeñó cargos de segundo jefe en las embajadas de España en Irán e India.
El Consejo de Ministros del 2 de diciembre de 2005 aprobó un Real Decreto por el que se creó la Misión Diplomática Permanente de España en Afganistán, con sede en Kabul; tres meses más tarde designaron a José Turpín como el primer embajador en dirigir la delegación española en el país afgano, hasta su relevo en 2010.